# إدريس عبد الكريم
إدريس عبد الكريم (29 نوفمبر 1976 بجوهر في ماليزيا - ) هو لاعب كرة قدم ماليزي في مركز الوسط. شارك مع منتخب ماليزيا لكرة القدم. أما مع النوادي، فقد لعب مع نادي جوهر دار التعظيم ونادي جوهر درول تقسيم 2 ونادي بهانغ ‏ ونيجري سمبيلان ‏.

## وصلات خارجية
- إدريس عبد الكريم على موقع ناشيونال فوتبول تيمز (الإنجليزية)
- إدريس عبد الكريم على موقع Soccerway.com (الإنجليزية)